# Руски и съветски паметници в Ловешка област
| Снимка | Описание/дати стар стил | Надпис | Местоположение | Местоположение |
| ------ | --- | --- | -------------- | --- |
|        | Братска могила на 9 нисши чина (фелдфебел Дмитрий Александров и редови Василий Безняков, Феофил Усков, Гаврил Степанов, Август Хенкел, Михаил Буров, Василий Лещов и Иван Василиев) от 9-и Староингерманландски полк и 2 нисши чина (от 1-ва стрелкова рота унтер-офицер Иван Царегородцев и ефрейтор Евсигний Опарин) от 10-и Новоингерманландски полк, загинали 26 декември 1877 г. при превземането на Троянския проход | Братская память боевыхъ товарищей 3-ой пѣхотной дивизiи 11 человѣкомъ 9i и 10 Ингерманландскихъ полковъ павшимъ въ дѣлѣ 26 Декабря 1877 года у Троянова перевала | Балканец       | Намира се в парка в северната част на селото 42°51′06″ с. ш. 24°39′57.2″ и. д. / 42.851667° с. ш. 24.665889° и. д.                                                                                  |
|        | Надгробен паметник на доктор Василий Павлович Злебов, роден 1855 и починал на 26 декември 1878 г. | ДОКТОРЪ ВАСИЛIЙ ПАВЛОВИЧЪ ЗЛЕБОВЪ РОДИЛСЯ 1855-ГО УМЕРЪ 1878 ГОДА | Летница        | Намира се в двора на църква „Свети Теодор Тирон“ 43°18′31.9″ с. ш. 25°03′24.6″ и. д. / 43.308861° с. ш. 25.056833° и. д.                                                                            |
|        | Надгробен паметник на милосърдна сестра Мария Василиевна Квасова, починала през март 1878 г. на тридесет години. | 1878 года марта здесъ подъ симъ кресто томъ погребена сестра милосердная 66 военно временна-го госпиталя МАРЬЯ ВАСИЛЬЕВНА КВАСОВА 30 летъ отроду прошу братiев сестеръ и читающих вам молите господу | Летница        | Намира се в двора на църква „Свети Теодор Тирон“ 43°18′31.9″ с. ш. 25°03′24.6″ и. д. / 43.308861° с. ш. 25.056833° и. д.                                                                            |
|        | Надгробен паметник на починалите в 66-а Военно-временна болница воини през Руско-турската война 1877 – 1878 г. | Вечна признателност на руските войни починали в 66-та военно временна болница в сраженията за освобожденията на България от османско иго 1877 – 1878 година | Летница        | Намира се в гробището 43°18′45″ с. ш. 25°03′09.4″ и. д. / 43.3125° с. ш. 25.052611° и. д. |
|        | Възпоменателен „Бял паметник“ в чест на отряда на генерал-майор Княз Александър Имеретински, освободил Ловеч на 22 август 1877 г. | ВЪ ЦАРСТВОВАНИIЕ РОССIЙСКАГО ИМПЕРАТОРА АЛЕКСАНДРА II подъ начальствомъ Генераль-Лейтенанта Свѣтлейшаго Княза Имеретинскаго 22-го Августа 1877 года Взятiе приступом Ловчи УЧАСТВУВАЛИ В БОЮ: Сводная гвардейская полурота конвоя ЕГО ВЕЛИЧЕСТВА Собственаго ЕГО ВЕЛИЧЕСТВАЯ конвоя Л-Гв. Терскiй казачiй эскадронъ ПОЛКИ: Калужскiй, Либавскiй, Ревельскiй, Эстляндскiй, Псковскiй, Великолуцкiй, Казанскiй пѣхотнье и 1-и Батальонь Шуйскаго пѣхотнаго полка, 3 Стрѣлковая Бригада, 2 арт. Бригады, 3, 5, и 6 Батарея 3 арт. Бригады, 3 батарея 9 арт. Бригады, 2 Батарея 16 арт. Бригады, Донская казачья конно-горная №1 Батарея и №№ 8 и 10 конно-арт. Батареи, 2 Кубанскiй казачiй полкъ, Владикавказскiй Терскаго войска и Осетинскiй Дивизiонъ Терскогорскаго конно-иррегулярнаго полка. | Ловеч          | Намира се на хълма Стратеш 43°08′14.4″ с. ш. 24°43′18.3″ и. д. / 43.137333° с. ш. 24.72175° и. д.                                                                                                   |
|        | Надгробен „Черен паметник“ на 4 нисши чина от 118-и Шуйски пехотен полк и 11 нисши чина от 64-и Казански пехотен полк, загинали на 22 август 1877 г. при второто освобождение на Ловеч | „Братская“ могила нижныхъ чиновъ павшихъ въ бою подъ Ловчею 22-го августа 1877 года. Убитый 118-го пѣхотнаго Шуйскаго полка 4 нижныхъ чина. Убитый 64-го пѣхотнаго Канскаго ЕГО ИМПЕРАТОРСКАГО ВЫСОЧЕСТВА ВЕЛИКАГО КНЯЗЯ МИХАИЛА НИКОЛАЕВИЧА полка 11 нижныхъ чина. | Ловеч          | Намира се на хълма Стратеш 43°08′09″ с. ш. 24°43′21″ и. д. / 43.135833° с. ш. 24.7225° и. д. |
|        | :Надгробна плоча на Братска могила на 29 нисши чина от 5-и Калужки пехотен полк, загинали на 22 август 1877 г. при второто освобождение на Ловеч | Братская могила 29-ти нижнихъ чиновъ 5-го пѣхотнаго Калужскаго ЕГО ИМПЕРАТОРСКО ВЕЛИЧЕСТВА Императора Германскаго Короля Прусскаго полка павшихъ геройскою смертью у взятiи штурмомъ укрҧпленii Г. ЛОВЧИ 22 августа 1877 года | Ловеч          | Намира се на „Алея на българо-руската дружба“ на хълма Стратеш 43°08′20″ с. ш. 24°43′18.4″ и. д. / 43.138889° с. ш. 24.721778° и. д.                                                                |
|        | Надгробна плоча на Братска могила на 20 нисши чина от 6-и Либавски пехотен полк, загинали на 22 август 1877 г. при второто освобождение на Ловеч | ‡ Братская могила 20-ти нижнихъ чиновъ 6-iй пҧхотнiй Либавскiй ПРИНЦА КАРЛА ПРУСКАГО полкъ павшихъ геройского смертiю у взятiи штурмомъ укрҧпленii Г. ЛОВЧИ 22 августа 1877 года | Ловеч          | Намира се на „Алея на българо-руската дружба“ на хълма Стратеш 43°08′20″ с. ш. 24°43′18.4″ и. д. / 43.138889° с. ш. 24.721778° и. д.                                                                |
|        | Надгробна плоча на Братска могила на 2 нисши чина от 2-ра артилерийска бригада, загинали на 22 август 1877 г. при второто освобождение на Ловеч | ‡ Братская могила двухъ нижнихъ чиновъ 2-ой артиллерiйской бригады убитыхъ 22 августа 1877 года при взятiи г. Ловча | Ловеч          | Намира се на „Алея на българо-руската дружба“ на хълма Стратеш 43°08′20″ с. ш. 24°43′18.4″ и. д. / 43.138889° с. ш. 24.721778° и. д.                                                                |
|        | Надгробен паметник на полковник Александр Иванович Кусов, командир на 11-и Псковски пехотен полк, убит при атаката на Ловеч на 22 август 1877 г. | Командиръ 11-аго пҧх. Псковскаго Генералъ Фельдмаршала Князя Кутузова Смоленскаго полка Полковникъ Александръ Ивановичъ Кусовъ. Убитъ при взятiи г. Ловчи 22-го Августа 1877 года. | Ловеч          | Намира се на „Алея на българо-руската дружба“ на хълма Стратеш 43°08′20″ с. ш. 24°43′18.4″ и. д. / 43.138889° с. ш. 24.721778° и. д.                                                                |
|        | Възпоменателен паметник на полковник Александър Иванович Кусов, командир на 11-и Псковски пехотен полк, убит при атаката на Ловеч на 22 август 1877 г. и поставен от бойните му другари от 3-та пехотна дивизия | Братская память боевыхъ товарищей 3 пѣхотной дивизiи Командиру 11-го Псковскаго полка Полковнику Александру Кусову павшему въ дѣлѣ 22-го августа 1877 года у города Ловчи | Ловеч          | Първоначално се е намирал в двора на църква „Света Троица“ и е преместен на „Алея на българо-руската дружба“ на хълма Стратеш 43°08′20″ с. ш. 24°43′18.4″ и. д. / 43.138889° с. ш. 24.721778° и. д. |
|        | Надгробна плоча на лекаря на 12-ти Великолуцки пехотен полк, Александър Иванович Лебедевский, починал от тиф на 7 октомври 1877 г. в град Ловеч | † Докт8ръ Александръ Ивановичъ Лебедевскiй 12 Пѣхотнаго Великолуцкаго полка Сконался 7-го Октября 1877 года въ г. Ловче | Ловеч          | Първоначално се е намирал в двора на църква „Света Троица“ и е преместен на „Алея на българо-руската дружба“ на хълма Стратеш 43°08′20″ с. ш. 24°43′18.4″ и. д. / 43.138889° с. ш. 24.721778° и. д. |
|        | Надгробна плоча на Братска могила на 26 нисши чина от 7-и Ревелски пехотен полк, загинали на 22 август 1877 г. при второто освобождение на Ловеч | Братская могила 26-ти нижнихъ чиновъ 7-го пҧхотнаго Ревельскаго полка убитымъ при взятiи Г. ЛОВЧИ 22-го августа 1877 года. | Ловеч          | Намира се на „Алея на българо-руската дружба“ на хълма Стратеш 43°08′20″ с. ш. 24°43′18.4″ и. д. / 43.138889° с. ш. 24.721778° и. д.                                                                |
|        | Надгробен плоча на Братска могила на 3 нисши чина от 8-и Естляндски пехотен полк, загинали на 22 август 1877 г. при второто освобождение на Ловеч | Братская могила 3-хъ нижнихъ чиновъ 8-го пҧхотнаго Эстляндскаго полка убитымъ при взятiи Г. ЛОВЧИ 22-го августа 1877г | Ловеч          | Намира се на „Алея на българо-руската дружба“ на хълма Стратеш 43°08′20″ с. ш. 24°43′18.4″ и. д. / 43.138889° с. ш. 24.721778° и. д.                                                                |
|        | Надгробен паметник на поручик Иван Яндашевский от 7-и Ревелски пехотен полк, убит на 22 август 1877 г. | 7-го пҧхот Ревельского пол Поручикъ Иванъ Яндашевскiй Убитъ при взятiи гор Ловчи 22-го Августа | Ловеч          | Намира се на „Алея на българо-руската дружба“ на хълма Стратеш 43°08′20″ с. ш. 24°43′18.4″ и. д. / 43.138889° с. ш. 24.721778° и. д.                                                                |
|        | Надгробен паметник на Братска могила на майор Василий Лабунцов, капитан Александър Ивановский и 50 нисши чина от 5-и Калужки пехотен полк, загинали на 22 август 1877 г. при второто освобождение на Ловеч | Братская могила 50-ти нижнихъ чиновъ | Ловеч          | Намира се на „Алея на българо-руската дружба“ на хълма Стратеш 43°08′20″ с. ш. 24°43′18.4″ и. д. / 43.138889° с. ш. 24.721778° и. д.                                                                |
|        | Надгробен паметник на Братска могила на подпоручик Николай Алексеевич Дуткин и 30 нисши чина от 6-и Либавски полк, загинали на 22 август 1877 г. при второто освобождение на Ловеч | Братская могила 30-ти нижнихъ чиновъ | Ловеч          | Намира се на „Алея на българо-руската дружба“ на хълма Стратеш 43°08′20″ с. ш. 24°43′18.4″ и. д. / 43.138889° с. ш. 24.721778° и. д.                                                                |
|        | Паметна плоча за преминаването на руските войски на 20 октомври 1877 г. | Тук на 20. Х. 1877 г. преминаха руските богатири и отдседнаха да починат. Ние гражданите на М. Извор чрез тази паметна плоча изразяваме своята признателност към нашия двоен освободител съветския народ. | Малък Извор    | Намира се в парка на центъра 42°59′02.8″ с. ш. 24°07′32.9″ и. д. / 42.984111° с. ш. 24.125806° и. д.                                                                                                |
|        | Братска могила на 4 нисши чина от 10-и Новоингерманландски полк, убити на 11 ноември 1877 г. край Тетевен (редовите от 2-ра стрелкова рота Герасим Егорович Егоров, Сератджедин Алитбеев Аминов, Ефим Иванович Здобнов ) | Братская память боевыхъ товарищей 3 пѣхотной дивизiи 10-го Новоингерманландскаго полка 4 чѣловекамъ павшимъ въ дѣлѣ подъ Титевенью 11 Ноября 1877 года | Тетевен        | Намира с в двора на църква „Вси Светии“ 42°55′08.2″ с. ш. 24°15′50.2″ и. д. / 42.918944° с. ш. 24.263944° и. д.                                                                                     |
|        | Паметник на мястото, където на 29 октомври 1877 г. се е провело сражението между руските войски на полковник Орлов с турците | 1877 – 1977 ВЕЧНА СЛАВА ОСВОБОДИТЕЛИ | Тетевен        | Намира се в местността Боева могила, под връх Червен 42°55′28.4″ с. ш. 24°16′37.1″ и. д. / 42.924556° с. ш. 24.276972° и. д.                                                                        |
|        | Бюст-паметник на генерал-лейтенант Павел Карцов | ГЕНЕРАЛ ПАВЕЛ П. КАРЦОВ 1878 г. | Троян          | Намира се на централния площад „Възраждане“ до читалището 42°53′01.6″ с. ш. 24°42′37.2″ и. д. / 42.883778° с. ш. 24.710333° и. д.                                                                   |
|        | „Арка на свободата“ в чест на превземането Троянския проход на 26 декември 1877 г. от отряда на генерал-лейтенант Павел Карцов | 1878 1944 | Троян          | Намира се на връх Горалтепе на 800 м югоизточно от Беклемето (Троянски проход) 42°46′36.2″ с. ш. 24°36′52.2″ и. д. / 42.776722° с. ш. 24.6145° и. д.                                                |
|        | Паметник в чест на превземането Троянския проход на 26 декември 1877 г. от отряда на генерал-лейтенант Павел Карцов | На това място от 5 до 7 януари 1878 година освободителните руски войски от отряда на генерал Карцов при сурови зимни условия превземат укрепената турска позиция и откриват пътя за освобождаването на подбалканската долина. | Троян          | Намира се на връх Курт хисар (Вълча Крепост) на 3 км югоизточно отБеклемето (Троянски проход) 42°45′33.9″ с. ш. 24°37′26.5″ и. д. / 42.759417° с. ш. 24.624028° и. д.                               |
|        | „Карцов бук“ – вековно дърво с бразда по кората от сабята на казак от отряда на генерал-лейтенант Павел Карцов | Вековно дърво „Карцов бук“ вис.21 м. възраст 200 г. местн. „Беклемето“ Този вековен бук, кората на който е прорязана със сабя на казак е жив паметник на пребиваването тук, на отряда на ген. Карцов от 3 – 8.I.1878 г. | Троян          | Намира се на 2 км североизточно от Беклемето (Троянски проход) 42°47′16.2″ с. ш. 24°37′25.1″ и. д. / 42.787833° с. ш. 24.623639° и. д.                                                              |